# Guri Melby
Guri Melby, née le 3 février 1981 à Orkdal, est une femme politique norvégienne.
Elle est ministre de la Connaissance et de l'Intégration (Éducation) du gouvernement Solberg de 2020, à 2021. En 2020, elle est unanimement proposée par le comité de nomination du parti comme nouvelle présidente de Venstre, avant d'être élue.

## Biographie

### Origines et formation
Guri Melby naît le 3 février 1981 à Orkdal dans le Trøndelag. Elle est la fille de Terje Melby, employé de banque et Berit Melby, assistante scolaire. Elle effectue sa scolarité à Orkdal jusqu'au lycée.
Melby a obtenu en 2007 un master en linguistique de l'université NTNU à Trondhein. Elle a rédigé son mémoire de master sur l'utilisation des dialectes dans l'émission télévisée Team Antonsen (NRK1).
Elle enseigne à l'école supérieure du Sør-Trøndelag entre 2008 et 2011, et est conseillère au Centre national pour l'apprentissage de l'écriture et la recherche sur l'écriture entre 2010 et 2011. De 2011 à 2012, elle a été conseillère au ministère de l'Éducation. Depuis l'automne 2012, elle a un poste de høyskolelektor (agrégée) à l'université métropolitaine d'Oslo.

### Carrière politique
Melby commence sa carrière politique avec Unge Venstre, l'organisation de jeunesse du parti Venstre. Elle fait plusieurs fois partie de son comité exécutif.
De 1999 à 2007, Guri Melby siège au conseil municipal d'Orkdal, puis de 2007 à 2011 au conseil municipal de Trondheim,. Elle est tête de liste de Venstre pour le Sør-Trøndelag aux élections législatives de 2005 et 2009. En 2008 elle entre au conseil national de Venstre, et rejoint le comité exécutif en 2010. De 2010 à 2013, elle est membre d'une commission chargée par le gouvernement de proposer une réforme concernant les religions et les convictions personnelles,.
Guri Melby figure en troisième position sur la liste d'Oslo pour les élections de 2013 et 2017. Elle est élue en 2013 puis réélue en 2017 suppléante de Trine Skei Grande et Ola Elvestuen.
Lors de l'élection d'Ola Elvestuen au Parlement norvégien en 2013, Guri Melby le remplace comme adjointe à l'Environnement et aux Transports d'Oslo. Elle garde ce poste jusqu'en octobre 2015. Parmi ses réalisations figurent le développement du réseau de transport collectif d'Oslo, le renouvellement de la flotte de tramways, et un plan vélo.
En 2014, elle est nommée tête de liste de Venstre pour les élections municipales de 2015 à Oslo. Venstre passe dans l'opposition à la suite des élections et Guri Melby devient cheffe du groupe municipal. Elle est également vice-présidente de la commission des transports et de l'environnement de la ville.
De janvier 2016 à mars 2018, elle a été présidente du conseil d'administration du conseil de la langue norvégienne,.
Quand Venstre est entré au Gouvernement Solberg le 17 janvier 2018, Guri Melby a pris la place de Trine Skei Grande au parlement. Elle est d'abord porte-parole de Venstre pour la connaissance et siège dans la commission parlementaire de l'Éducation et de la Recherche du Storting. De janvier à mars 2020, elle devient porte-parole du parti pour les finances et siège dans la commission des finances.

#### Opposition au parti communiste chinois
En 2018, elle a protesté en compagnie du député Petter Eide (SV) sur la place Eidsvoll à l'occasion de la visite officielle de Li Zhanshu, président du comité permanent de l'Assemblée nationale populaire chinoise.
Le personnel de sécurité demande alors à Melby et Eide d'enlever leurs T-shirts jaunes portant l'inscription "liberté" en anglais et en mandarin avant de pouvoir entrer dans le parlement. Guri Melby déclara après coup, que la réaction des gardes était "au mieux naï[ve... et que] dans le pire des cas, [le Storting s'était] laissé dicter sa conduite, ce qui est encore pire" ,.
Elle propose en 2019 au comité du prix Nobel de la paix de l'attribuer au peuple d'Hong-Kong.

#### Ministre puis présidente de Venstre
Le 13 mars 2020, et à la suite de la démission de Trine Skei Grande du gouvernement, elle la remplace comme ministre de la Connaissance et de l'Intégration (Éducation). Trine Skei Grande annonce également qu'elle ne souhaite pas être reconduite comme présidente de Venstre.
Le 23 août 2020, Guri Melby est unanimement proposée comme nouvelle présidente par le comité de nomination du parti. Le congrès de Venstre l'élit par acclamation le 26 septembre 2020. Il s'agit de la première fois de l'histoire norvégienne qu'une femme succède à une autre à la tête d'un parti politique.

## Détail des mandats et fonctions

### Municipales
- 1999 - 2007 conseillère municipale à Orkdal
- 2007 - 2011 conseillère municipale à Trondheim
- 2013 - 2015 adjointe aux transports et à l'environnement d'Oslo
- 2015 - 2018 cheffe de groupe au conseil municipal d'Oslo pour Venstre
- 2015 - 2018 vice-présidente de la commission municipale des transports et de l'environnement à Oslo

### Storting
- 2013 - 2018 première suppléante pour Trine Skei Grande et Ola Elvestuen
- 2018 - 2020 membre de la commission de l'Éducation et de la recherche au Storting.
- 2020 - 2020 membre de la commission des finances du Storting.

### Gouvernement
À la suite de la démission de Trine Skei Grande, Guri Melby la remplace à partir du 13 mars 2020 comme ministre de la Connaissance et de l'Intégration dans le gouvernement Solberg.